# Северо-Западная зона (Тыграй)
Северо-Западная зона (тигринья ዞባ ሰሜን ምዕራብ; зоба Семьен-Миирабави) — зона в регионе Тыграй в Эфиопии. Граничит на востоке с Центральной зоной, на юге — с регионом Амхара, на западе — с Западной зоной и на севере — с Эритреей. Зона разделена на шесть воред (районов): Асгеде, Цимбла, Лаилай Адиябо, Мэдэбай Зана, Тахтай Адиябо, Тахтай Кораро и Целемти. Крупнейшие города в зоне: Шире, Шераро, Инда-Аба-Гуна, Сэлэклека, Ади-Даэро, Май-Цебри. Северо-Западная зона была выделена из состава Западной зоны в 2005 году.

## Население
По данным переписи населения 2007 года, проведенной Центральным статистическим агентством Эфиопии (ЦСА), общая численность населения этой зоны составляет 736 805 человек, из которых 368 254 мужчины и 368 551 женщина; 107 999 человек, или 14,66 %, являются городскими жителями. Две крупнейшие этнические группы, указанные в Северо-Западной зоне, — тиграи (96,81 %) и амхара (1,58 %); все остальные этнические группы составляют 1,61 % населения. Для 95,6 % населения родным языком является тигринья, а для 2,8 % — амхарский; остальные 1,6 % говорят на всех остальных указанных основных языках. 96,76 % населения заявили, что они православные христиане, а 3,04 % — мусульмане.